# Georges Bouton
Pour les articles homonymes, voir Bouton.
Georges Thadée Bouton, né le 22 novembre 1847 à Montmartre et mort le 30 octobre 1938 dans le 17e arrondissement de Paris, est un pionnier de l'industrie automobile et un ingénieur français qui fonde avec Jules-Albert de Dion la société De Dion-Bouton en 1883.

## Biographie
De 1862 à 1882, il travaille comme ouvrier mécanicien à Honfleur puis en région parisienne.
Avec son beau-frère Charles-Armand Trépardoux, ingénieur des Arts et Métiers, ils fabriquent des instruments scientifiques, des locomotives de salon et des modèles réduits à vapeur. Tout commence en 1881 quand Jules-Albert de Dion voit une locomotive miniature dans une boutique de jouets du passage Léon (Paris 18e). Il demande aux concepteurs d’en construire une seconde. Charles Trépardoux rêvait de construire une voiture à vapeur mais n’en avait pas les moyens financiers. De Dion, inspiré par le chemin de fer, pouvait financer la construction. Ils travaillent ensemble dès 1882 à réaliser un véhicule autonome à vapeur qui donne naissance à la première société. Ainsi naquit la société De Dion-Bouton à Paris en 1883. Elle fut avant la Première Guerre mondiale une des plus grandes firmes de construction automobile.

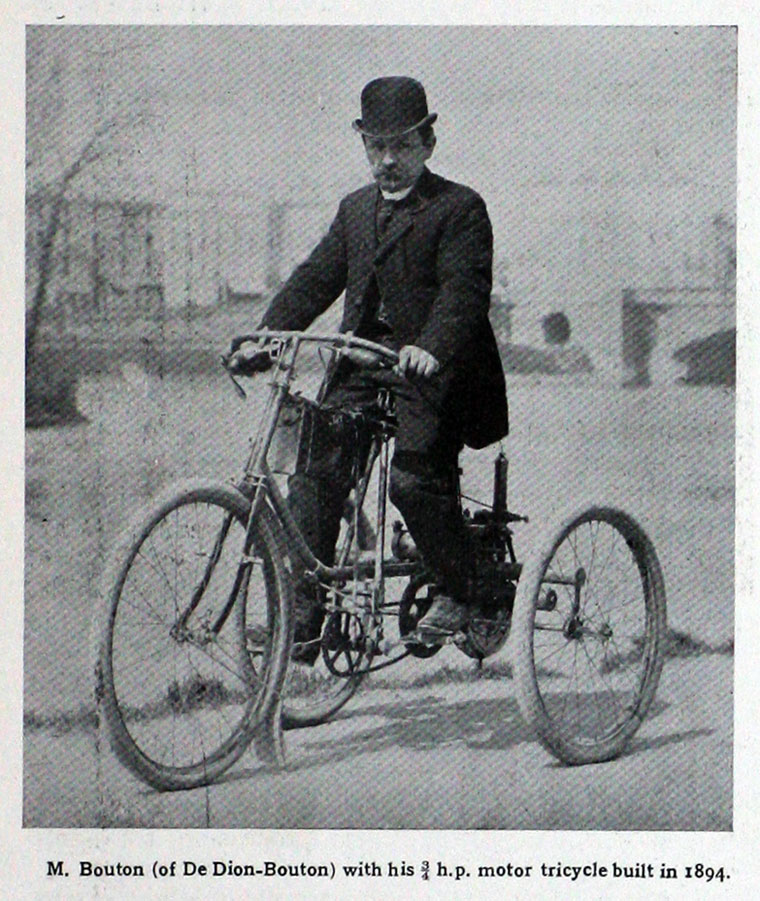
Georges Bouton sur un prototype de tricycle en 1895.

En 1884, Georges Bouton fait encore breveter avec De Dion un tricycle à vapeur puis, en 1885, avec De Dion et Trépardoux, un quadricycle à roues arrière directrices et transmission par courroie. En 1895, il construit avec De Dion un phaéton à vapeur à quatre places.
Georges Bouton est le vainqueur de la toute première course automobile organisée par le journal Le Vélocipède illustré le 28 avril 1887 en conduisant un véhicule à vapeur De Dion-Bouton depuis le pont de Neuilly jusqu’au bois de Boulogne sur 2 km. Il était aussi le seul concurrent.
Il est fait chevalier de la Légion d'honneur le 5 juin 1901.
Il est inhumé au cimetière ancien de Puteaux.